# Cibulan (Cidahu)
Cibulan is een bestuurslaag in het regentschap Kuningan van de provincie West-Java, Indonesië. Cibulan telt 2505 inwoners (volkstelling 2010).